# أحب ذلك الكلب
أحب ذلك الكلب عبارة عن مقطوعة شعرية حرة كتبتها شارون كريش ونشرتها هاربر كولنز. وهي مكتوبة على شكل مذكرات من منظور صبي صغير يقوم بواحبات معلمه الشعرية. حصلت المؤلفة على الإلهام من قصيدة والتر دين مايرز أحب هذا الصبي.  تلقى الكتاب مراجعات جيدة   ووصل إلى المرحلة النهائية لجائزة كارنيجي لعام 2001، فضلًا عن الثناء عليه في جوائز كتاب الأطفال لعام 2002.   وقد ظهرت الرواية أيضًا في قائمة أفضل الكتب مبيعًا في صحيفة نيويورك تايمز.  تتكون رواية أحب ذلك الكب من عدة فصول قصيرة -يضاف كل فصل كمدخل في اليوميات. مع تطور الرواية ونمو ثقة جاك، يزداد أسلوبه الأدبي. يتقدم من الجمل القصيرة والمتحدية إلى الشعر الأكثر تطورًا. يكتب جاك العديد من القصائد، ويتوقف في النهاية عن عدم الكشف عن هويته.
يُلمح جاك، لكنه يخبرنا بشكل مباشر فقط في النهاية، أن كلبه المسمى سكاي قد دهسته سيارة زرقاء يتناثر عليها بالطين مسرعة على الطريق.

## الروابط الخارجية
- مراجعة نيويورك تايمز
- الملف الشخصي على موقع المؤلف